# Jason Casco
Jason Domingo Casco Juárez (Managua, 13 de febrero de 1990) es un futbolista nicaragüense. Juega como Defensa y actualmente milita en el Real Estelí F.C de la Primera División de Nicaragua.

## Selección nacional
Ha sido internacional con la Selección de fútbol de Nicaragua en seis ocasiones. Debutó en un amistoso contra Guatemala (derrota 0-3), disputado en Antigua Guatemala el 14 de agosto de 2014. 

### Participaciones en Copa Centroamericana
| Copa                      | Sede           | Resultado     |
| ------------------------- | -------------- | ------------- |
| Copa Centroamericana 2014 | Estados Unidos | Primera Ronda |

## Clubes
| Club            | País      | Año         |
| --------------- | --------- | ----------- |
| Juventus Italia | Nicaragua | 2009 - 2013 |
| Walter Ferretti | Nicaragua | 2013 - 2015 |
| Real Estelí FC  | Nicaragua | 2015 -      |